# Gräberrund B

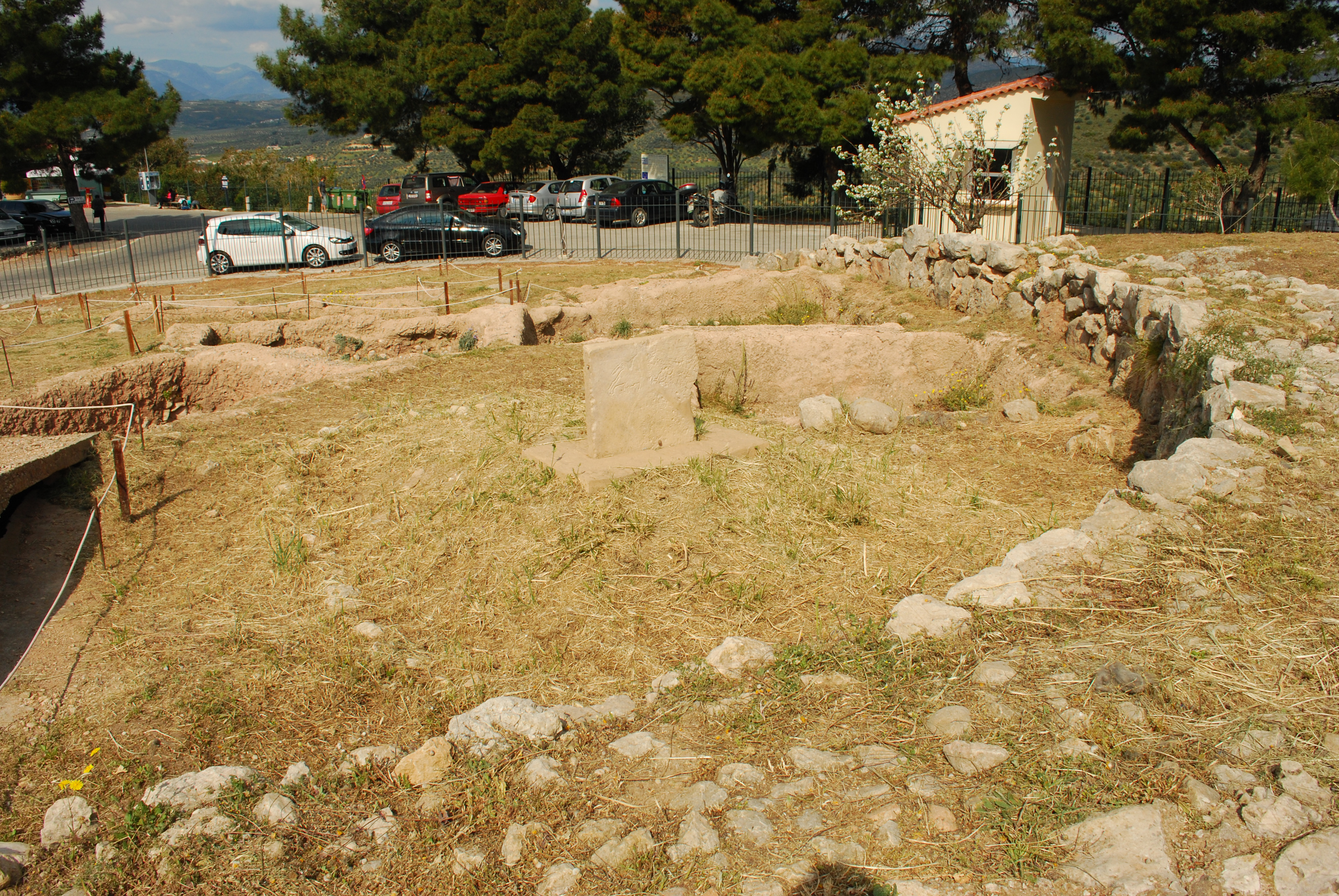
Gräberrund B

Gräberrund B, Grabzirkel B oder Gräberkreis B (griechisch Ταφικός περίβολος Βʹ) bezeichnet einen Friedhof aus der Bronzezeit in Mykene. Er war etwa von 1650 bis 1550 v. Chr. in Verwendung und wurde schließlich zugunsten von Gräberrund A als Begräbnisort der Oberschicht aufgegeben.

## Beschreibung

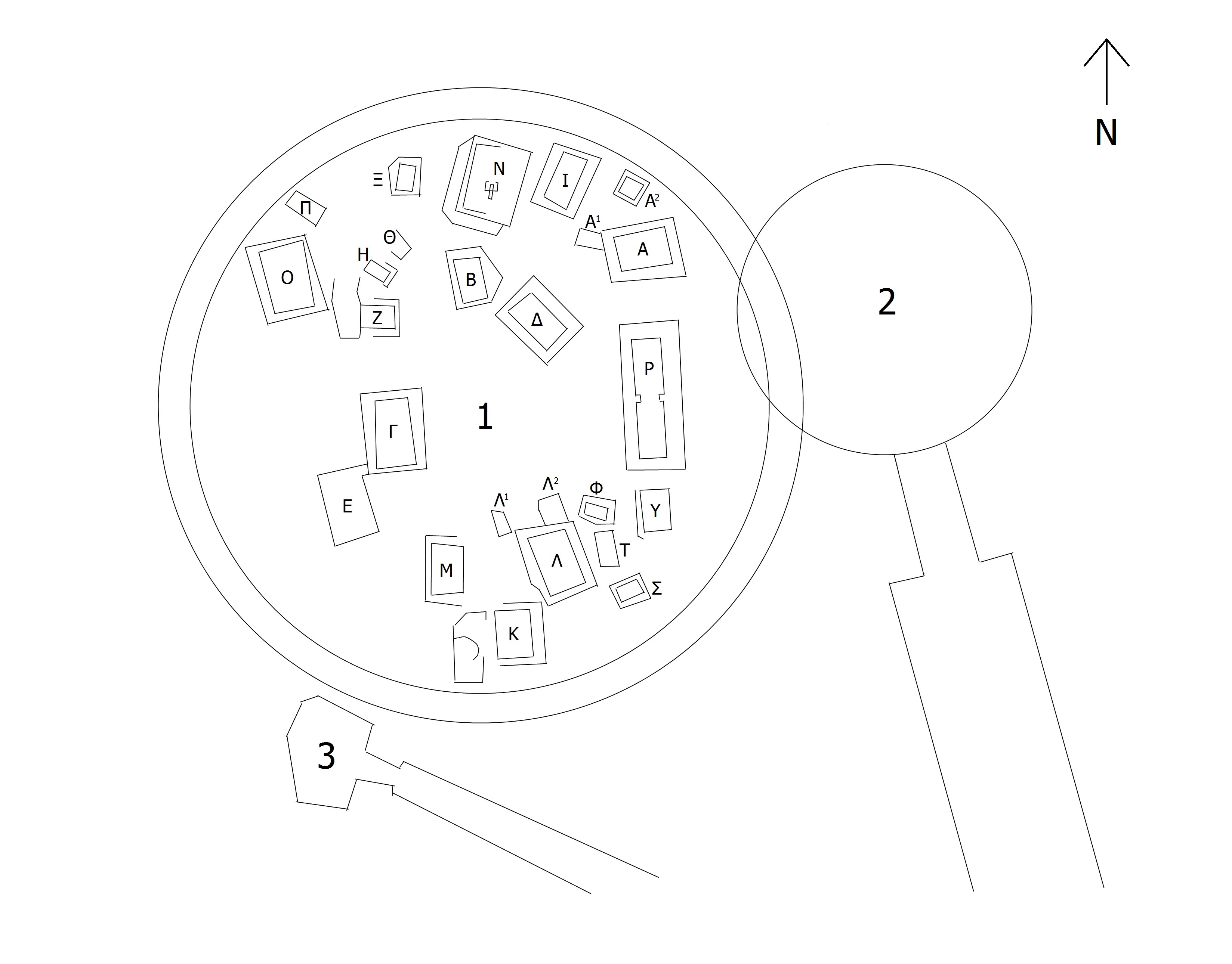
Plan von Gräberrund B

Das Gräberrund B liegt etwa 120 m westlich der Mauern der Oberstadt von Mykene. Vermutlich verlief die Hauptstraße zum Löwentor nördlich vorbei. Das Gräberrund B hat einen Durchmesser von 28 m und war von einer 1,55 m dicken und 1,20 m hohen kreisförmigen Mauer aus Feldsteinen umgeben. Innerhalb des Friedhofs fand man insgesamt 26 Gräber, die in der Reihenfolge ihrer Entdeckung mit griechischen Buchstaben bezeichnet wurden. Es gab 14 Schachtgräber, zwölf einfache Erdbestattungen und Steinkistengräber, in denen insgesamt 38 Skelette gefunden wurden. Über den meisten Gräbern wurden Steinhaufen aufgeschichtet. Nur über vier Schachtgräbern wurden bis zu 2 m hohe Grabstelen errichtet. Auf zwei Grabstelen war eine Jagdszene eingemeißelt.
Von der Umfassungsmauer ist im Norden ein 18 m langes Teilstück erhalten. Über Grab Ρ (Rho) wurde ein Schutzdach aus Beton errichtet.

## Geschichte
Die Begräbnisse lassen sich in drei Phasen einteilen. Die letzte und längste Phase, die zwei Generationen umfasst, wird nochmals unterteilt:
| Phase:            | Zeitraum              | Periode                                                    |
| Frühe Phase:      | ca. 1650–1625 v. Chr. | Mittelhelladikum III A-B                                   |
| Späte Phase I:    | ca. 1625–1600 v. Chr. | Mittelhelladikum III B                                     |
| Späte Phase II A: | ca. 1600–1575 v. Chr. | Übergang vom Mittelhelladikum III B zum Späthelladikum I A |
| Späte Phase II B: | ca. 1575–1550 v. Chr. | Späthelladikum I B                                         |

Die ersten Gräber sind sehr klein und nur flach in den Fels oder Boden gegraben. Außerdem verfügen sie über wenige einfache Beigaben wie Tongefäße. Die Gräber wurden bis zum Ende der Frühen Phase allmählich größer und die Beigaben reicher. Während der Späten Phase I treten die ersten größeren Schachtgräber auf (zum Beispiel Grab Beta). Die letzten Begräbnisse sind zeitgleich mit den ersten Begräbnissen von Gräberrund A. Mitte des 15. Jahrhunderts v. Chr. wurde das Grab Rho umgebaut, mit einem Dromos versehen und für eine erneute Beisetzung verwendet.

## Die Gräber

### Grab Α (Alpha)
Grab Alpha war das erste Grab, das man entdeckte. Über ihm stand ein mit Jagdszenen verzierter Grabstein. Es ist das drittgrößte Schachtgräber innerhalb von Gräberrund B und ist das einzige große Grab, das westöstlich ausgerichtet ist. Zunächst wurde eine Frau und kurze Zeit später ein Mann beigesetzt. Als Beigaben fand man zwei silberne, zwei bronzene Vasen und eine aus Fayence. Eine Tasse aus Fayence ist mittelminoischen Exemplaren (MM III B) aus Knossos ähnlich. An Waffen fand man eine Speerspitze, drei Typ-A-Schwerter, eine zungenförmige Klinge, drei Messer und Eberzahnplatten eines Eberzahnhelms. Grab Alpha ist zeitgleich mit der späten Beisetzung in Grab VI des Gräberrunds A.
Bei der Anlage des Grabes Alpha wurden zwei frühere, kleinere mittelhelladische Kistengräber teilweise zerstört. Sie werden als Grab Alpha1 und Grab Alpha2 bezeichnet. Grab Alpha1 enthielt einen Leichnam, dessen Kopf beim Bau des Grabes Alpha verloren ging. Grab Alpha2 enthielt keinen Körper. Man fand jedoch ein Skelett zwischen Grab Alpha und Grab Delta, das vermutlich ursprünglich aus diesem Grab stammte.

### Grab Β (Beta)
Grab Beta ist das früheste größere Schachtgrab und datiert in die Späte Phase I. Es wurde in den Fels geschlagen und hatte Ziegelmauern an den kurzen Seiten und in allen vier Ecken Pfostenlöcher. Ein großer Mann von etwa 1,80 m war auf Rücken liegend beigesetzt. Fünf Vasen standen am Kopfende, zwei zu seinen Füßen und ein Dolch lag zu seiner Rechten. Der Tote trug ein Armband und ein Schulterband aus Elektron. Eine Vase ist im mattbemalten Stil, eine andere mit floralen Mustern stammt aus Phylakopi oder ahmt den Stil nach.

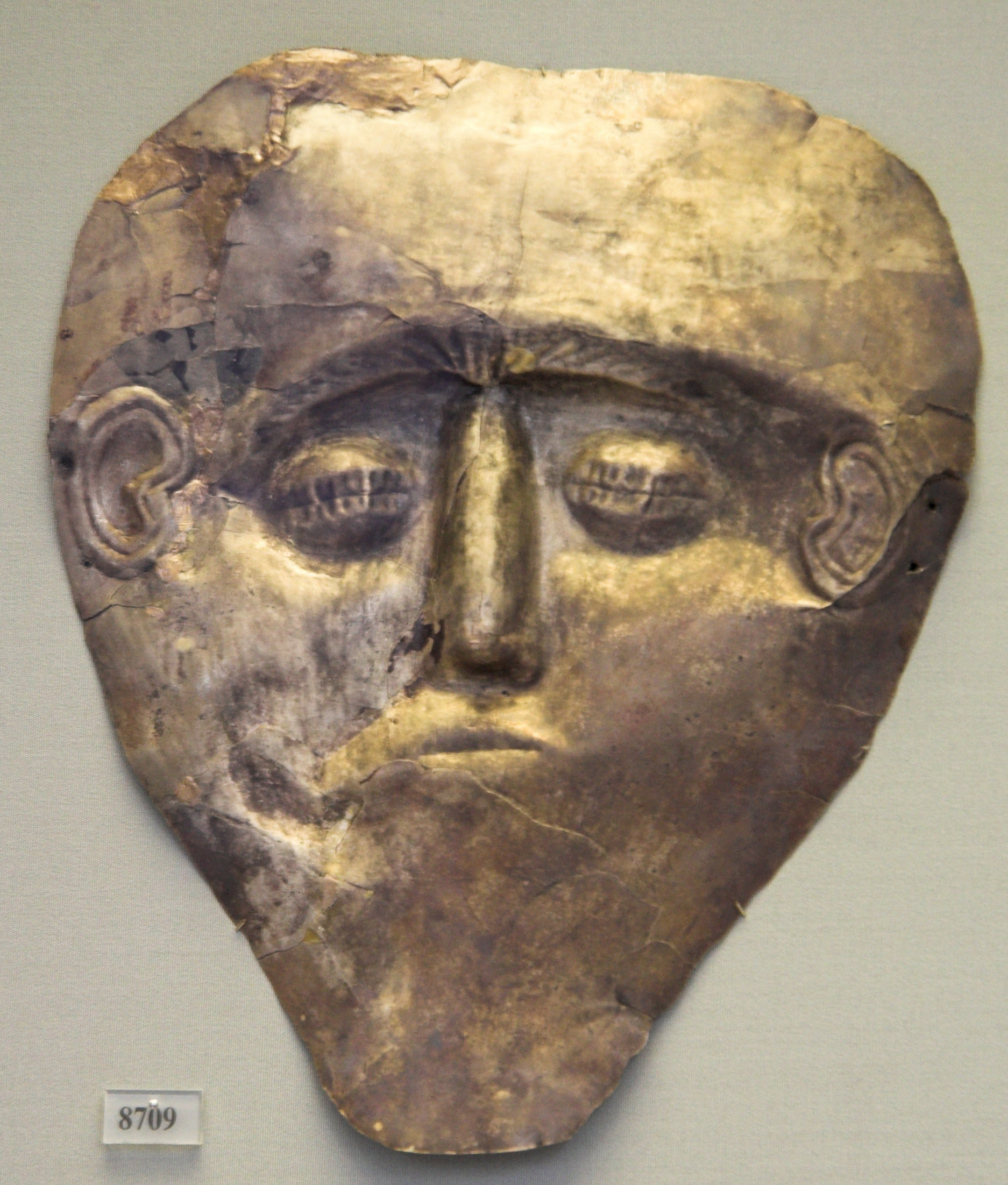
Totenmaske aus Elektron aus Grab Gamma

### Grab Γ (Gamma)
Grab Gamma ist das zweitgrößte Schachtgrab und liegt etwa in der Mitte des Gräberrundes B. Die lange Seiten waren mit Steinen gemauert, während die kurzen Seiten aus Lehmziegeln bestanden. Auf dem Grab waren zwei Stelen aufgestellt – eine unverziert und eine verziert. Nachdem das Grab in der Antike eingestürzt war, wurde die unverzierte Stele später wieder aufgerichtet, wobei die verzierte Stele als Stütze für jene diente. Grab Gamma ist das einzige Grab, in dem vier Menschen bestattet wurden. Die erste Bestattung fand zur Späten Phase I und die letzte zur Späten Phase II A statt. Zunächst wurde ein Mann mit dem Kopf nach Norden begraben. Danach wurde eine Frau, die nur wenige Grabbeigaben erhielt, ebenfalls mit dem Kopf nach Norden begraben. Sie wurde etwa 35 Jahre, litt an Arthritis am Rücken und an den Händen und hatte einen gebrochenen Arm, der jedoch wieder gut verheilt war. Zu ihren Füßen wurde ein junger Mann mit dem Kopf nach Osten beigesetzt. Als letztes wurde ein weiterer junger Mann mit dem Kopf nach Norden begraben. Hierfür wurden die Überreste der ersten beiden Bestattungen an der Ostmauer zusammengeschoben. Der Tote wurde etwa 28 Jahre alt und an seinem Schädel fand man Spuren einer Trepanation. Kurze Zeit nach diesem Eingriff verstarb der Mann. Unter den Beigaben dieses letzten Leichnams befand sich eine Maske aus Elektron, die in einer Holzkiste lag.

### Grab Δ (Delta)
Schachtgrab Delta wurde etwa 2 m tief in den Fels gehauen. Zur Späten Phase I wurde ein Mann beigesetzt. Eine zweite männliche Nachbestattung erfolgte zur Späten Phase II B, während die Überreste der ersten in die nordöstliche Ecke geschoben wurden. An Grabbeigaben wurden ein Bronzeschwert mit goldenem Griff, ein Bronzemesser, ein Bronzedolch, ein weiteres Schwert, Pfeilspitzen aus Feuerstein und eine Amphore gefunden. Kurze Zeit später wurde eine Frau bestattet, wobei die Beigaben der vorherigen Beisetzung an die West- und Ostwand geschoben wurden.

### Grab Ε (Epsilon)
Im Schachtgrab Epsilon war eine Frau in Hockerposition beigesetzt. Die reichen Beigaben umfassten goldene Ornamente, Kopfschmuck und Sterne, vier bronzene Vasen, ein bronzenes Becken, einen Krater und zwei Krüge. Anhand der aufgefundenen Keramik – mehrere unbemalte und mattbemalte Krüge – lässt sich die Beisetzung in die Späte Phase II datieren. Man fand in dem Grab einen Zahn und in der Verfüllung des Grabes Tongefäße, die anscheinend zu einer früheren Beisetzung in Grab Epsilon gehörten. Diese fand während der Späten Phase I statt, wie die Grauminysche Keramik zeigt. Über dem Grab fand man einen grauminyschen Kelch, der die Knochen eines kleinen Vogels enthielt und während der Begräbniszeremonie hier abgestellt wurde.

### Gräber Ζ (Zeta),Η (Eta) und Θ (Theta)
Die Steinkistengräber Zeta, Eta und Theta, die alle aus der Frühen Phase stammen, waren sehr klein und nur etwa einen halben Meter tief. Da sie alle im nördlichen Teil des Gräberrundes B liegen, werden sie auch als Frühe Nördliche Gruppe zusammengefasst. Grab Zeta ist im Westen mit einer früheren Eintiefung in den Fels verbunden und wurde deshalb mit einer Lehmziegelmauer davon abgetrennt. In allen vier Ecken gab es Löcher für Pfosten, die vermutlich die Dachkonstruktion trugen. In diesem Grab war ein über 1,80 m großer Mann in Hockerposition mit dem Kopf nach Osten beigesetzt. Als Beigaben fand man ein Bronzeschwert und Keramik im frühen Kykladischen Stil.
In Grab Eta war ein Mann in der Hockerposition mit dem Kopf nach Nordwesten abgelegt. Ihm waren ein zungenförmiger Dolch und fünf Vasen mitgegeben worden. Auch in Grab Theta war ein Mann begraben. Das Grab war zwar teilweise beim Bau einer modernen Wasserleitung zerstört worden, man konnte jedoch noch ein einschneidiges Messer und mehrere Tonvasen als Beigaben identifizieren.

### Grab Ι (Iota)
Schachtgrab Iota war fast 3 m tief in den Fels gegraben. Man fand dort zwei männliche Skelette: eines aus der Frühen Phase und eines aus der Späten Phase I. Die Überreste des ersten Begräbnisses mit seinen wenigen Beigaben, darunter jedoch ein silberner Vaphio-Becher mit goldenem Rand, wurde zur Seite geschoben und der zweite Tote in der Mitte des Grabes beigesetzt. Unter seinen Opfergaben waren ein Schwert, eine zungenförmige Klinge, eine Pinzette, zwei dreieckige Goldbänder, elf Vasen und vier große Vorratskrüge.

### Grab Κ (Kappa)
Das südlichste Grab ist das Schachtgrab Kappa, in dem nur ein Leichnam begraben wurde. Aus dem Fehlen von Waffen schließt man, dass es sich um das Grab einer Frau handelte. Das Begräbnis aus der Späten Phase II B enthielt nur vier Vasen als Beigaben, wovon zwei im Bichromen Stil bemalt waren.

### Grab Λ (Lambda)
Schachtgrab Lambda war etwa 2,40 m tief in den Fels gearbeitet. Man fand dort zwei männliche Skelette: eines aus der Späten Phase I und eines aus der Späten Phase II A. Die Überreste des ersten Begräbnisses mit seinen Beigaben, darunter zwei Obsidian-Pfeilspitzen, vier Goldbänder und ein Goldstreifen, wurde wie in Grab Iota zur Seite geschoben, um für das zweite Begräbnis Platz zu schaffen. Der zweite Tote war etwa 1,80 m groß. Seine Opfergaben, die an der Westwand lagen, waren ein Schwert, eine Speerspitze, ein Dolch, zwei Messer und Pfeilspitzen aus Obsidian und Feuerstein.

### Gräber Λ1(Lambda1), Λ2(Lambda2), Σ (Sigma), Τ (Tau) und Φ (Phi)
Die Gräber Lambda1, Lambda2, Sigma, Tau und Phi gehören zu den frühesten Gräbern in Gräberrund B und werden als Frühe Südliche Gruppe zusammengefasst. Die Gräber Lambda1, Lambda2, Tau und Phi wurden beim Bau des Grabes Lambda teilweise zerstört. Ioannis Papadimitriou interpretierte die Mauern im Süden von Gräberrund B als frühe Einfassung der Frühen Südlichen Gruppe. Heute geht man jedoch davon aus, dass es sich um die Grundmauern von Wohnhäusern handelt.
Grab Lambda1 war ein kleines Kistengrab, in dem ein Leichnam zur Frühen Phase begraben wurde. Man fand nur zwei Keramikgefäße als Beigaben. George E. Mylonas vermutete, dass das zweite Skelett in Grab Lambda durch dieses Grab von Grabräubern seiner Beigaben beraubt wurde. Grab Lambda2 war ebenfalls ein Kistengrab. In diesem waren während der Späten Phase I ein Erwachsener und ein Junge begraben worden. Im Steinkistengrab Sigma fand man nur den Skelett eines etwa 1,75 m großen Mannes. Er wurde etwa 50 Jahre alt und hatte zahlreiche Verletzungen, die wieder verheilt waren: mehrere Kopfverletzungen, gebrochene Rippen und ein deformiertes Schulterblatt. Er wurde von den Wissenschaftlern Pelops getauft. Grab Tau ist ein 1,70 m tiefes Schachtgrab mit Lehmziegelmauern ohne Spuren eines Begräbnisses. Es wurde wahrscheinlich beim Bau von Grab Lambda geleert. Das Kistengrab Phi aus der Späten Phase I enthielt ein durch den Bau des Grabes Lambda gestörtes Begräbnis.

### Grab Μ (My)
Schachtgrab My ist 1,20 m tief in den Fels eingegraben. In diesem waren zwei Kinder, vermutlich Mädchen, begraben. Die Grabbeigaben des ersten waren zusammen mit dem Skelett im Nordwesteck aufgeschichtet. Man fand 14 Vasen aus dem späten Mittelhelladikums, hierunter grauminysche Keramik und zwei minoische Askoi (Spätminoisch I A). Das später beigesetzte Skelett in der Mitte des Grabes trug eine Halskette aus Halbedelsteinen mit einem Siegelstein. Es datiert in die Späte Phase II A.

### Grab Ν (Ny)
Schachtgrab Ny ist das nördlichste Grab innerhalb Gräberrund B. Auf dem Grab stand eine unverzierte Grabstele. Das frühere der beiden männlichen Skelette wurde während der Späten Phase I beigesetzt und später zur westlichen Wand geschoben. Es war zeitgleich mit dem Begräbnis in Grab II und dem ersten in Grab VI des Gräberrundes A. Die reichen Beigaben bestanden in einem Bronzekrug, einem goldenen Vapheiobecher, drei goldenen Diademen, goldenen Knöpfen, Eberzähnen von einem Helm, einer kretischen Pyxis aus Alabaster, drei Bronzeschwertern, einer Speerspitze, zwei Dolchen und einem Messer. Zwei Tongefäße und eine Marmorpyxis stammen von den Kykladen. Das zweite Begräbnis aus der Späten Phase II B war zeitgleich mit dem sogenannten Agamemnon aus Grab V des Gräberrundes A.

### Grab Ξ (Xi)
Das kleinste Schachtgrab Xi hat eine Tiefe von 1,90 m. Über dem Grab hatte man vermutlich einen Steinhaufen errichtet. In einem Eck lagen die Überreste einer Frau in Hockerstellung. Da die Frau ohne Grabbeigaben aufgefunden wurde, konnte ihr Begräbnis nicht datiert werden. Es wurde vermutet, dass das Grab der Frau bei dem Bau von Grab Xi zerstört wurde. Andere hielten es für möglich, dass die Frau eine Sklavin war, die geopfert wurde, um das Kind, dessen Skelett in der Mitte des Grabes lag, in den Tod zu begleiten. Das Kind trug eine Krone aus Gold mit Ketten aus Halbedelsteinen, goldener Haarschmuck und Ohrringe, eine Kette mit Perlen aus Stein und Faience und ein Ring. Anhand eines grau-minyschen Kelchs und einem matt-bemalten Kantharos lässt sich das Grab ans Ende der Mittelhelladischen Zeit III B datieren.
In der Nähe von Grab Xi fand sich ein Kindergrab dicht unter der Oberfläche aus der Späten Phase. In dem Grab, das als Grab Ξ1 (Xi1) bezeichnet wird, fanden sich vier kleine Vasen.

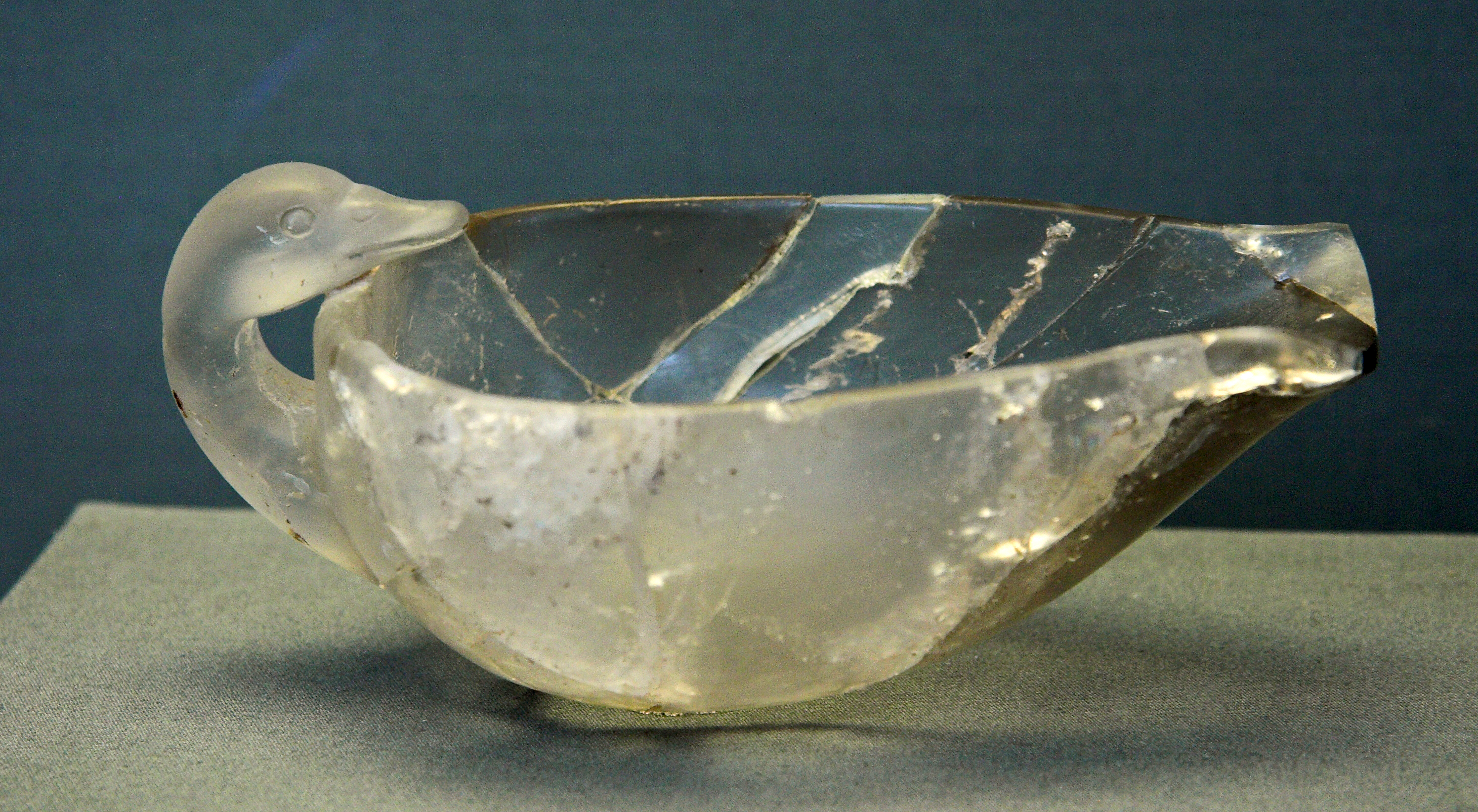
Schale aus Bergkristall in Form einer Ente aus Grab Omikron.

### Grab Ο (Omikron)
Das größte Schachtgrab Omikron wurde 3,50 m tief in den Fels gegraben. Über dem Grab stand eine unverzierte Stele. Die früher begrabene Frau (SH I A) wurde ohne Beigaben zur westlichen Wand geschoben. Kelche, Steatit-Ketten und Keramik-Spinnwirtel, die man in der Erde über dem Grab fand gehören vermutlich zu diesem Begräbnis. Später wurde eine junge Frau in Grab Omikron beigesetzt (SH I B). Ihre reichen Beigaben bestanden aus einem goldenen Diadem, einer Halskette aus Karneol und Amethyst, einer Halskette aus Bernstein, einer Halskette mit Goldperlen, goldenen Ohrringe und einer Schale in Form einer Ente aus Bergkristall.

### Grab Π (Pi)
Das kleinste Schachtgrab Pi hat etwa eine Tiefe von 1 m. Anfang der Späthelladischen Zeit (SH III A) wurde hier ein Junge oder kleiner Mann flach auf dem Rücken liegend beigesetzt. Als Beigaben fand man drei gelb-minysche Kelche und ein einfacher Krug.

### Grab Ρ (Rho)

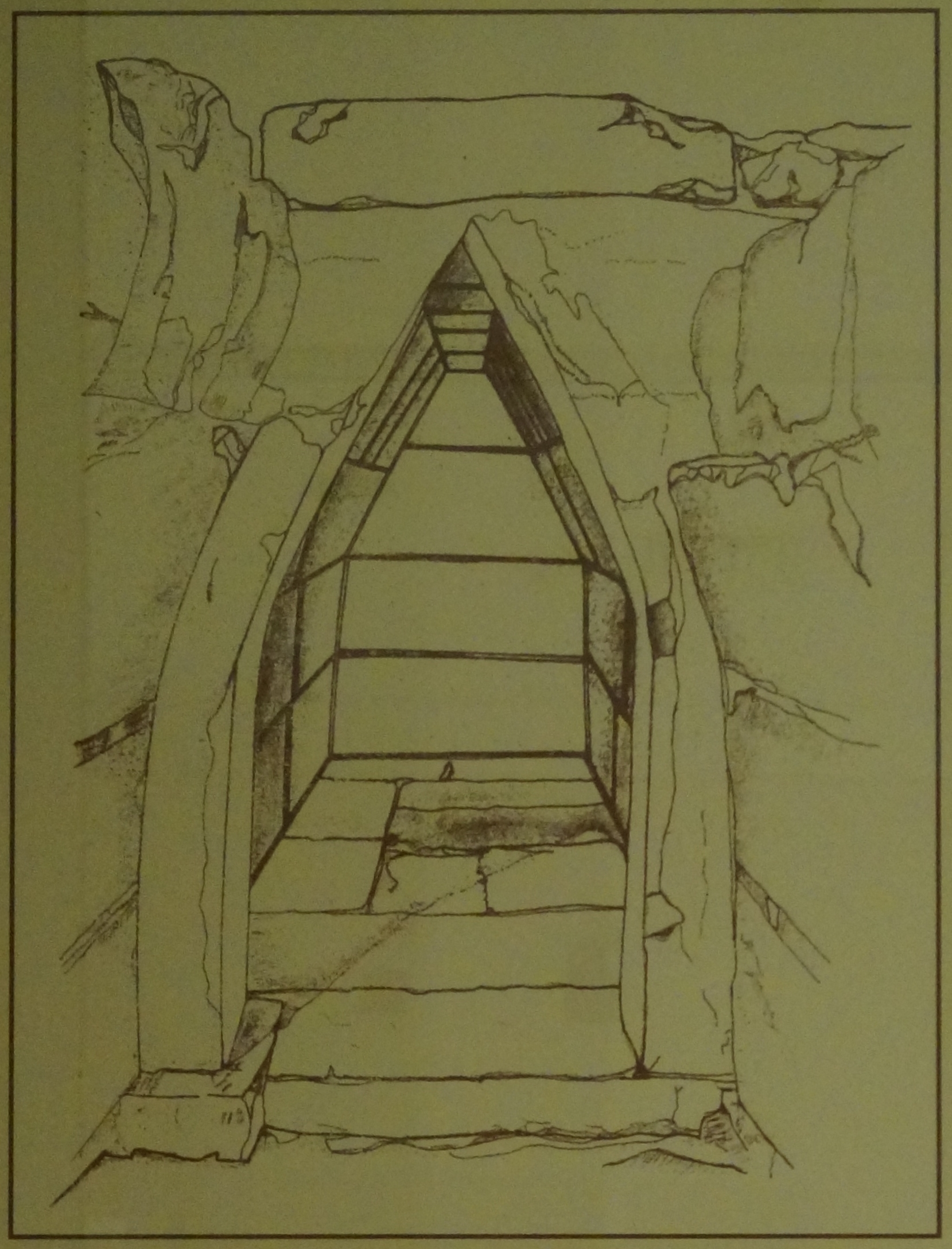
Querschnitt von Grab Rho.

Durch den Bau von Grab Rho wurde ein in den Fels gearbeitetes Schachtgrab mit aus Ziegeln gebauten Enden zerstört. Es wurde anscheinend direkt daneben ein Felsloch gegraben, in das die Skelette und Keramikgefäße transferiert wurden. Das Loch wurde dann mit Steinen verschlossen. Anhand der Beigaben kann diese erste Nutzung ans Ende der Mittelhelladschen Zeit (MH III B) datiert werden. Grab Rho ist ein Kammergrab mit Zugangspassage (Dromos) und Torweg (Stomion) aus dem 15. Jahrhundert v. Chr. (SH II). Die Wände wurden aus Poros gebaut, deren Seitenwände im unteren Teil senkrecht verlaufen. Im oberen Teil kragen die Steine nach innen, bis die Seitenwände etwa 30 cm voneinander entfernt sind und bilden so ein falsches Gewölbe. Als Abdeckung lagen Steinplatten auf der Öffnung. Die Wände der Grabkammer waren mit Stuck verkleidet, auf den rote und schwarze Streifen gemalt waren. Ähnliche Gräber mit überwölbter Grabkammer und abgedecktem Dromos kennt man bisher nur aus mykenischen Siedlungen im östlichen Mittelmeerraum (Ugarit in Syrien und Trachona auf Zypern). Das Grab wurde bereits in der Antike ausgeraubt.

### Grab Υ (Ypsilon)
Schachtgrab Ypsilon, das nur 0,80 m tief in den Fels gearbeitet war, wurde beim Bau von Grab Rho an der Nordseite beschädigt. Nur eine Lehmziegelmauer trennte die beiden Gräber. Die etwa 30-jährige Frau, die darin begraben war, hatte ähnliche Grabbeigaben wie das Mädchen aus Grab Xi und wird deshalb auch ans Ende von MH III B datiert. Sie trug ein Golddiadem, ein goldenes Haarband, Silberohrringe und eine Halskette aus Halbedelsteinen und Faience. Unter den neun Keramikgefäßen gab es einen grau-minyschen Kelch, zwei mattbemalte Krüge und einen mattbemalten Askos.

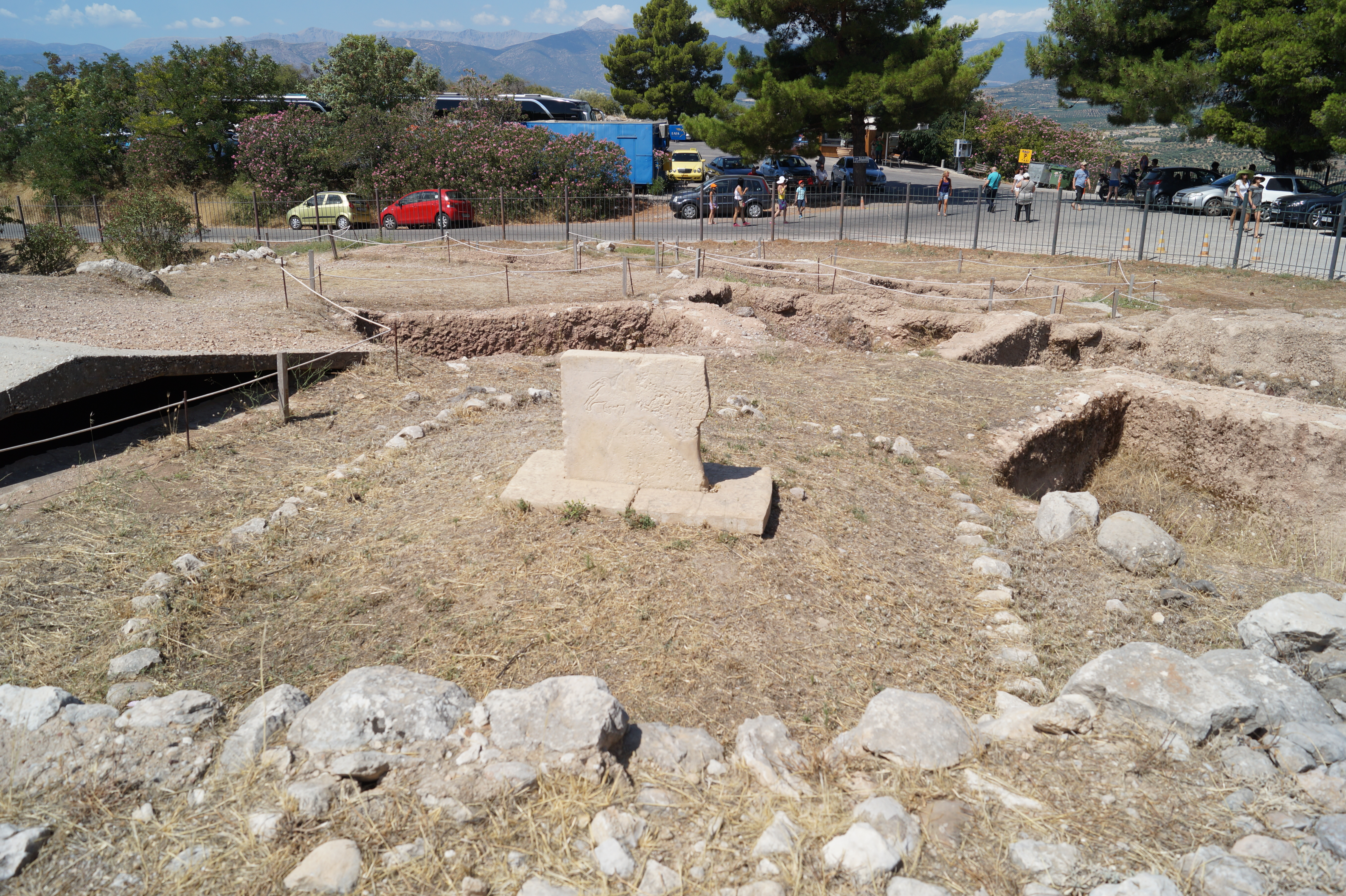
Rekonstruierter Grabhügel und Grabstele auf Grab Alpha.

## Erforschung
1951 entdeckte man bei der Restauration des Grabs der Klytaimnestra eine skulptierte Steinstele. Im folgenden Sommer führten die griechischen Archäologen Ioannis Papadimitriou und George E. Mylonas deshalb Ausgrabungen durch und entdeckten unterhalb der Stele Grab Α (Alpha). In den folgenden drei Jahren legten sie alle Gräber innerhalb des Gräberrundes frei. 1973 veröffentlichte George E. Mylonas die Grabungsergebnisse.
Mitarbeiter der University of Manchester untersuchten die Skelette und erstellten von sechs Männern und einer Frau Gesichtsrekonstruktionen, die heute im Manchester Museum ausgestellt sind. Mittels DNA-Analysen versuchte man von 22 Verstorbenen die Verwandtschaftsverhältnisse untereinander zu klären.
Von 2007 bis 2009 wurde die Gestaltung und Präsentation von Gräberrund B überarbeitet. Über Grab Alpha wurde der ursprüngliche Grabhügel mit Steinring rekonstruiert und eine Kopie der Grabstele darauf errichtet. An Grab Gamma veranschaulichte man anhand einer Teilrekonstruktion, wie die Dachkonstruktion der Gräber aufgebaut war. Die südlichen, schlecht erhaltenen Gräber schüttete man wieder zu. Die Zufahrtsstraße, die über dem westlichen Teil des Gräberrunds B sowie über den Schachtgräbern Omikron und Pi lag, wurde weiter nach Westen verlegt, sodass die Gräber heute wieder sichtbar sind.